# جينيلين ميركادو
جينلين آن بينيدا ميركادو (من مواليد 15 مايو 1987) ممثلة ومغنية وكاتبة أغاني فلبينية. كانت الفائزة في الموسم الأول من مسابقة المواهب الواقعية StarStruck. نالت ميركادو شهرة في سن مبكرة لأدائها التمثيلي في التلفزيون والأفلام. لعبت دور البطولة في العديد من الأفلام الناجحة تجاريًا ، بما في ذلك الإنجليزية فقط ، من فضلك (2014) ، برينب (2015) ، والانغ للأبد (2015) ، و فقط 3 منا (2016).